# 加斯佩半岛

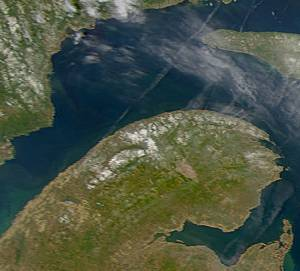
加斯佩半岛卫星图片。

加斯佩半岛（法語：Gaspé），又称加斯佩西半岛（法語：Gaspésie），位于加拿大魁北克省东部，北临圣劳伦斯河，南隔沙勒尔湾与雷斯蒂古什河与新不伦瑞克省相望，东北滨圣劳伦斯湾，长约240公里。位于半岛北部的希克肖克山脉（Chic-Choc Mountains）的雅克·卡蒂埃山（Mount Jacques Cartier）海拔1,268米，为半岛最高点。半岛上河流众多，主要有卡斯卡皮迪亚河（Cascapédia River）、圣让河（St-Jean）、约克河等。沿海主要城市为马塔讷、加斯佩、佩尔塞、钱德勒及新卡莱尔。
加斯佩半岛大部分属于保护区，建有福里永国家公园和加斯佩省立公园。主要经济活动为捕鱼和伐木，还有铜、铅和锌的开采。